# Уми юкаба
Уми юкаба (яп. 海行かば, «Если морем мы уйдём») — японская военно-патриотическая песня (гунка). Песня представляет собой небольшую часть стихотворения-вака поэта Отомо-но Якамоти, которое содержится в старейшем сборнике японской поэзии «Манъёсю». После реставрации Мэйдзи для стихотворения была написана музыка, и семистишие, начинавшееся со слов «уми юкаба», стало популярной военной песней.

## История
Семистишие Отомо-но Якамоти начало использоваться японским правительством в качестве идеологического инструмента уже в первые годы после реставрации Мэйдзи. В XIX веке оно неоднократно цитировалось на официальных церемониях почтения памяти погибших солдат. В 1880 году придворный музыкант Министерства Двора (яп. 宮内省) Суэёси Тоги (яп. 東儀季芳) положил слова стиха на музыку; таким образом, «Уми юкаба» начала существовать уже в виде песни. Эта мелодия вошла в качестве трио в написанный в 1900 году «Марш военных кораблей» (яп. 軍艦行進曲 Гункан ко:синкёку), ставший официальным маршем бывшего Императорского флота Японии и Морских сил самообороны Японии; в тех случаях, когда марш исполняется со словами, исполняется и семистишие «Уми юкаба».
В период русско-японской войны «Уми юкаба» начала приобретать популярность в народной среде. В сборниках военных песен того времени она шла либо первой, либо второй — сразу после фактического гимна страны, «Кими га ё». Отсылки к ней проникали в другие сферы культуры, например, в кинематограф (известно по меньшей мере два пропагандистских фильма с названием «Уми юкаба») и литературу (в 1933 году была написана повесть для младших школьников, некоторые главы которой назывались по строкам песни). Однако настоящая известность пришла к песне после того, как в 1937 году Киёси Нобутоки (яп. 信時潔) написал для неё новую  строгую и лиричную мелодию, заслужившую  признание даже со стороны правительства. В 1939 году она вошла в сборник патриотических песен, которые предлагалось изучать в школах. «Ассоциация помощи трону», основанная в 1940 году премьер-министром Фумимаро Коноэ, официально признала песню важным и мощным идеологическим инструментом, вторым по значимости после национального гимна. В 1941 году «Уми юкаба» сопровождала транслировавшееся по радио объявление императора о вступлении Японии во Вторую мировую войну и сохраняла популярность на всём её протяжении. «Уми юкаба» использовалась обычно для сопровождения траурных известий с фронта; хорошие новости зачитывались под такие мелодии как «Тэки ва икуман» (яп. 敵は幾万, «Враг неисчислим»), «Баттотай» (яп. 抜刀隊, «Отряд с обнажёнными мечами») и «Марш военных кораблей». В конце войны «Уми юкаба» начала ассоциироваться с миссиями камикадзе, поскольку их вылеты неизменно сопровождались этой песней. После окончания войны и оккупации Японии странами-союзниками популярность песни пошла на убыль.

## Текст
У песни есть 2 варианта, различающиеся последней строчкой. В первом варианте, взятом из «Манъёсю» (том 18, стих 4094), последняя строчка выглядит как «каэрими ва сэдзи» («не оглянемся назад»). Второй вариант взят из летописи «Сёку нихонги» (указ 13), где последняя строчка записана как «нодо ни ва синадзи» («не умрём спокойно»). Обе версии были распространены примерно одинаково.
| Текст                                                                                             | Транскрипция | Перевод | Литературный перевод |
| ------------------------------------------------------------------------------------------------- | --- | --- | --- |
| 海行かば 水漬く屍 山行かば 草生す屍 大君の 辺にこそ死なめ かへり見は せじ вариант: 長閑には死なじ | Уми юкаба Мидзуку кабанэ Яма юкаба Куса мусу кабанэ О:кими но Хэ ни косо синамэ Каэрими ва сэдзи вариант: Нодо ни ва синадзи | В море выйдем ли — [Наши] трупы будут мокнуть в воде, В горы выйдем ли — Травой порастут [наши] трупы. Императора Подле умрём же, Назад не оглядываясь. вариант: Спокойно не умрём. | Если морем мы уйдём, Пусть поглотит море нас, Если мы горой уйдём, Пусть трава покроет нас. О великий государь, Мы умрём у ног твоих, Не оглянемся назад. |